# Sollentuna

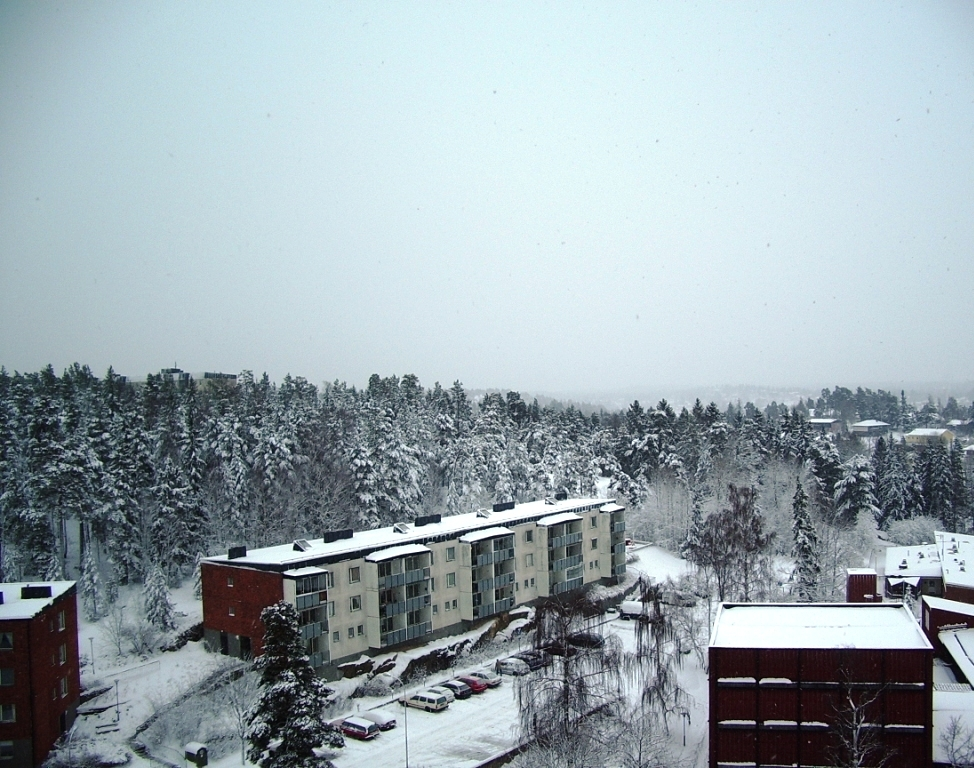

Sollentuna is een Zweedse gemeente in Uppland. De gemeente behoort tot de provincie Stockholms län. Ze heeft een totale oppervlakte van 58,6 km² en telde 73.915 inwoners in 2020.

## Geboren
- Carl Petterson (1884), zeeman en avonturier
- Kajsa Bergqvist (1976), atlete
- Jonatan Johansson (1980-2006), snowboarder
- Jens Fahrbring (1984), golfer

## Plaatsen
- Sjöberg

## Verkeer en vervoer
Bij de plaats lopen de E4, Länsväg 262, Länsväg 265 en Länsväg 275.